# Yan Paing
Yan Paing (ur. 27 listopada 1983 w Rangunie) – birmański piłkarz, grający na pozycji napastnika.

## Kariera piłkarska

### Kariera klubowa
W 2002 rozpoczął karierę piłkarską w Finance and Revenue FC. W 2009 występował w tajskim klubie Muang Thong United, a potem przeszedł do Yadanarbon F.C.

### Kariera reprezentacyjna
7 września 2001 debiutował w narodowej reprezentacji Mjanmy i w tym meczu strzelił jednego z dwóch goli. Łącznie rozegrał 61 mecz i strzelił 10 goli.

## Nagrody i odznaczenia

### Sukcesy klubowe
- mistrz Tajlandii: 2009
- mistrz Mjanmy: 2010, 2014
- zdobywca Myanmar National League Cup: 2010
- zdobywca Pucharu Prezydenta AFC: 2010

### Sukcesy reprezentacyjne
- brązowy medalista Igrzysk Azji Południowo-Wschodniej: 2001